# Суздалев, Сергей Петрович
Сергей Петрович Суздалев (21 сентября 1908 — 14 марта 1969) — советский дипломат. Чрезвычайный и полномочный посол.

## Биография

### Послужной список
- В 1940 году — сотрудник НКИД СССР.
- В 1946—1949 годах — старший помощник, заместитель политического советника Союзного Совета по Японии.
- В 1949—1951 годах — советник Представительства СССР в Дальневосточной комиссии в Вашингтоне (США).
- С 31 июля 1953 по 15 июня 1955 года — чрезвычайный и полномочный посол СССР в Корейской Народно-Демократической Республике. Верительные грамоты были вручены 28 августа 1953 года.
- С 18 июня 1955 года по 1956 год — советник, заместитель заведующего Дальневосточного отдела МИД СССР.
- В 1957—1958 годах — заместитель генерального секретаря МИД СССР.
- В 1958—1963 годах — советник-посланник Посольства СССР в Японии.
- В 1963—1969 годах — заместитель заведующего I Африканским отделом МИД СССР.

Похоронен в Москве на Востряковском кладбище.